# Comtesse (Automarke)
Comtesse war eine deutsche Automarke.

## Unternehmensgeschichte
Das Unternehmen Form in Plastic GmbH aus München stellte den NSU Motorenwerken im April 1959 den Prototyp eines Roadsters auf Basis des NSU Sport-Prinz vor. NSU wollte das Fahrzeug nicht in das Verkaufsprogramm aufnehmen. Der Prototyp wurde weiterentwickelt und im Frühjahr 1963 offiziell vorgestellt. Die Produktion fand beim Unternehmen Peter Bauer in Köln in Zusammenarbeit mit der Karl Deutsch GmbH statt. Im gleichen Jahr endete die Produktion. Insgesamt entstanden etwa zwölf oder 20 Exemplare.

## Fahrzeuge
Das einzige Modell war ein zweisitziger Roadster. Die Karosserie bestand aus Kunststoff. Die Fahrzeuglänge betrug 377 cm, die Fahrzeugbreite 150 cm und die Fahrzeughöhe 130 cm. Das Leergewicht war mit 570 kg angegeben. Für den Antrieb sorgte ein Zweizylindermotor mit 583 cm³ Hubraum und 30 PS Leistung. Ungewöhnlich war der Kühlergrill an der Fahrzeugfront, da das Fahrzeug über einen Heckmotor verfügte. Der Neupreis betrug 7950 DM. Zum Vergleich: Der Sportprinz kostete damals nur 5710 DM.